# 蒙莫朗西公爵
蒙莫朗西公爵（法语：Duc de Montmorency）是法国的一个贵族称号。它最早是蒙莫朗西家族的专属头衔，于1551年被授予法国陆军总司令安内·德·蒙莫朗西。1632年，由于蒙莫朗西家族卷入叛乱事件，爵位被剥夺。1633年，该爵位再次被颁发，接受者是蒙莫朗西家族的女婿亨利二世·德·波旁（第三代孔代亲王）。此爵位于1689年改称为昂基安公爵（Duc d'Enghien），从此成为孔代家族的世袭称号。
新的蒙莫朗西公爵爵位是在1688年从原博福尔公爵的爵位转化而来。1688年博福尔公爵夏尔·弗朗索瓦·弗雷德里克·德·蒙莫朗西-卢森堡被改称为蒙莫朗西公爵（属于蒙莫朗西家族的一个分支）。1767年，此爵位又归于家族的另一个分支，后者于1862年绝嗣。
1864年皇帝拿破仑三世再次授予蒙莫朗西公爵爵位，接受者是蒙莫朗西-孔代家族的一个远亲尼古拉·拉乌尔·阿达尔伯特·德·塔列兰-佩里戈尔；他的男性后代于1951年绝嗣，蒙莫朗西公爵的头衔从此再也无人继承。

## 第一次赐封
- 安尼·德·蒙莫朗西 （1493年–1567年）
- 弗朗索瓦·德·蒙莫朗西 （1530年 - 1579年）
- 亨利一世·德·蒙莫朗西 （1534年 - 1614年）
- 亨利二世·德·蒙莫朗西 （1595年 - 1632年）

## 第二次赐封（孔代亲王兼）
- 亨利二世·德·波旁
- 路易二世·德·波旁（大孔代） 改称昂基安公爵

## 第三次赐封
- 夏尔·弗朗索瓦·弗雷德里克·德·蒙莫朗西-卢森堡
- 夏尔·弗朗索瓦·弗雷德里克·德·蒙莫朗西-卢森堡（与父同名）
- 安尼·弗朗索瓦·德·蒙莫朗西-卢森堡
- 夏洛特·安妮·弗朗索瓦·德·蒙莫朗西-卢森堡
- 安尼·莱昂·德·蒙莫朗西
- 安尼·夏尔·弗朗索瓦·德·蒙莫朗西
- 安尼·路易·拉乌尔·维克托·德·蒙莫朗西
- 尼古拉·拉乌尔·阿达尔伯特·德·塔列兰-佩里戈尔
- 拿破仑·路易·欧仁·亚历山大·昂·伊曼纽尔·德·塔列兰-佩里戈尔
- 吕西安•泰奥多尔•德•蒙莫朗西(Lucien Théodore de Montmorency)